# North York (Ontário)
North York era uma cidade do Canadá, província de Ontário, que foi fundida com a cidade de Toronto em 1998. Está localizado ao norte da antiga cidade de Toronto e de York, a leste de Etobicoke e a oeste de Scarborough. 
North York é atualmente o principal centro industrial da atual cidade de Toronto. Além disso, possui um forte centro comercial, localizado ao longo da Yonge Street. North York possui cerca de 625 mil habitantes. Os maiores grupos étnicos desta região de Toronto são ingleses e escoceses, chineses e indianos.